# Гиены
Гие́ны, или гие́новые (лат. Hyaenidae), — семейство хищных млекопитающих подотряда кошкообразных (Feliformia). Современные гиены обитают на территории Африки и юго-западной Азии. Существует всего 4 современных вида гиен, в то время как по ископаемым остаткам описано более 70 видов. 
Одним из древнейших родов гиен является Plioviverrops, живший на территории Евразии 22—20 млн лет назад. Предположительно, внешне и по образу жизни он был схож с современной африканской циветой (Civettictis civetta). Принадлежность рода к семейству гиен была определена по структуре среднего уха и зубных рядов.

## Особенности строения
Характерными признаками представителей семейства являются толстая голова с короткой, толстой или заострённой мордой; задние лапы у них короче передних, поэтому спина покатая, от плечевой области к крестцу. Конечности большинства гиен четырёхпалые (за исключением земляных волков), с невтяжными когтями; ступают на пальцы. Хвост косматый: длинная, грубая шерсть образует на шее и вдоль спины гриву. По своему внешнему виду гиены схожи с псовыми (Canidae), хотя относятся не к собакообразным (Caniformia), а к кошкообразным (Feliformia), среди которых наиболее родственны мангустовым (Herpestidae) и мадагаскарским виверрам (Eupleridae).
Первые натуралисты, начавшие изучать гиен, поначалу думали, что многие гиены являются гермафродитами или же практикуют гомосексуальное спаривание, из-за уникальной урогенитальной половой системы самок пятнистой гиены. Их клитор достигает огромных размеров (до 15 см) и может показаться похожим на половой орган самца.

## Систематика
Выделяется четыре современных вида гиен, группируемых в четыре рода:
- Crocuta crocuta (Erxleben, 1777) — Пятнистая гиена
- Hyaena hyaena (Linnaeus, 1758) — Полосатая гиена
- Parahyaena brunnea Thunberg, 1820 — Бурая гиена
- Proteles cristatus Sparrman, 1783 — Земляной волк

Первые три рода относят к подсемейству Hyaeninae. В некоторых источниках бурая гиена рассматривается под названием Hyaena brunnea.
Кладограмма, демонстрирующая филогенетические взаимоотношения между современными видами гиен, согласно Koepfli et al., 2006:
|  | Пятнистая гиена                                                 |
|  |                                                                 |
|  | \| \| Бурая гиена \| \| \| \| \| \| Полосатая гиена \| \| \| \| |
|  |                                                                 |
|  | Бурая гиена                                                     |
|  |                                                                 |
|  | Полосатая гиена                                                 |
|  |                                                                 |

|  | Бурая гиена     |
|  |                 |
|  | Полосатая гиена |
|  |                 |

|  | Пятнистая гиена                                                 |
|  |                                                                 |
|  | \| \| Бурая гиена \| \| \| \| \| \| Полосатая гиена \| \| \| \| |
|  |                                                                 |
|  | Бурая гиена                                                     |
|  |                                                                 |
|  | Полосатая гиена                                                 |
|  |                                                                 |

|  | Бурая гиена     |
|  |                 |
|  | Полосатая гиена |
|  |                 |

### Подсемейства и роды
По данным сайта Paleobiology Database, на март 2024 года в семейство включают следующие вымершие подсемейства и роды:
- †Adcrocuta Kretzoi, 1938
- †Allohyaena Kretzoi, 1938
- †Belbus Werdelin and Solunias, 1991
- †Chasmaporthetes Hay, 1921
- †Euryboas Schaub, 1941
- †Hyaenictis Gaudry, 1861
- †Hyaenictitherium Kretzoi, 1938
- †Hyaenotherium Semenov, 1989
- †Ictitherium Wagner, 1848
- †Ikelohyaena Werdelin and Solunias, 1991
- †Leecyaena Young and Liu, 1948
- †Lepthyaena Lydekker, 1884
- †Lycyaena Hensel, 1863
- †Lycyaenops Kretzoi, 1938
- †Mesoviverrops de Beaumont and Mein, 1972
- †Miohyaenotherium Semenov, 1989
- †Pachycrocuta Kretzoi, 1938
- †Palinhyaena Qiu et al., 1979
- †Pliocrocuta Kretzoi, 1938
- †Plioviverrops Kretzoi, 1938
- †Protoviverrops de Beaumont and Mein, 1972
- †Thalassictis Nordmann, 1850
- †Tongxinictis Werdelin and Solunias, 1991
- †Tungurictis Colbert, 1939

Подсемейство †Ictitheriinae Dietrich, 1927
- †Protictitherium Kretzoi, 1938